# 涿州站
涿州站是一个京广铁路上的铁路车站，位于中华人民共和国河北省保定市涿州市内，建于1899年，目前为三等站，目前客运：办理旅客乘降；行李、包裹托运；货运：办理整车、零担、集装箱货物发到。

## 旅客列车目的地
目前在涿州站停靠的旅客列车终到站分布如下：
| 列车所属路局 | 目的地                 |
| ------------ | ---------------------- |
| 北京局集团   | 北京、承德、石家庄     |
| 成都局集团   | 北京西、重庆北、攀枝花 |
| 昆明局集团   | 昆明                   |
| 南昌局集团   | 北京西                 |
| 南宁局集团   | 湛江                   |
| 沈阳局集团   | 石家庄                 |
| 武汉局集团   | 北京西                 |
| 郑州局集团   | 安阳、北京             |

- 站房（内侧）
- 1站台及地道口
- K977次列车停靠在2站台

## 接驳交通
涿州火车站站前广场有6条涿州市内公交线路，而车站北侧500米的范阳西路上也有两条市内公交以及一条前往北京六里桥的838路长途公交（838路站名为“东方物理公司”）。